# 420-as évek
Évszázadok: 4. század – 5. század – 6. század
Évtizedek: 370-es évek – 380-as évek – 390-es évek – 400-as évek – 410-es évek – 420-as évek – 430-as évek – 440-es évek – 450-es évek – 460-as évek – 470-es évek
Évek: 420 421 422 423 424 425 426 427 428 429

## Események
- 429 – vandál partraszállás és letelepedés Afrikában.